# David Fiuczynski's Headless Torsos
David Fiuczynski's Headless Torsos är ett amerikanskt band sammanställt av gitarristen David Fiuczynski. Det är ett instrumentalt band och är en utveckling av deras andra grupp Screaming Headless Torsos bara att de plockat bort sångaren Dean Bowman.

## Medlemmar
- David Fiuczynski – gitarr
- Fima Ephron – basgitarr
- Daniel Sadownick – percussion
- Gene Lake – trummor